# سفيري بي. هامر
سفيري بي. هامر (بالنرويجية البوكمول: Sverre Hamre)‏ هو ضابط نرويجي، ولد في 19 أكتوبر 1918 في برغن في النرويج، وتوفي في 15 مايو 1990.